# Jean-Louis Bretteville
Jean-Louis Bretteville (* 15. Juni 1905 in Arendal; † 9. Mai 1956) war ein norwegischer Fußball-Nationalspieler.
Durch sein Studium bedingt zog der von 1922 bis 1925 beim SFK Lyn aktive Bretteville 1925 nach Frankfurt am Main und schloss sich dort dem deutschen Vizemeister FSV Frankfurt an. Der Mittelstürmer spielte bis 1932 für die Schwarz-Blauen und wurde in dieser Zeit mehrfach in die norwegische Nationalmannschaft berufen. Er kehrte anschließend in sein Heimatland zurück und schloss sich wieder dem SFK Lyn an.
Bretteville war der Urenkel von Christian Zetlitz Bretteville (1800–1871), Bürgermeister von Christiania und norwegischer Ministerpräsident aus der französisch-normannischen Adelsfamilie le Normand de Bretteville. 